# Dioses y perros
Dioses y perros es una película española dirigida por David Marqués y protagonizada por Megan Montaner, Juan Codina y Hugo Silva. Fue estrenada el 10 de octubre de 2014 con tan solo 46 copias.

## Argumento
Pascal (Hugo Silva) llegó a ser uno de los mejores boxeadores del país. Sin embargo ahora, sobrevive trabajando como sparring para jóvenes promesas del boxeo para llegar a fin de mes. A su lado tiene a su hermano Toni (Elio González), que se quedó paralítico tras verse involucrado en un accidente de tráfico, y a su mejor amigo Fonsi (Juan Codina), un exboxeador alcohólico al que la vida no le ha sonreído especialmente. Todo esto cambiará cuando conoce a Adela (Megan Montaner), una joven profesora que le devolverá el optimismo.

## Reparto principal
- Hugo Silva como Pasca.
- Megan Montaner como Adela.
- Juan Codina como Fonsi.
- Elio González como Toni.
- Enrique Arce como Colomo.
- Miriam Benoit como Carmela.
- Ricard Sales como Mario.
- Lucía Álvarez como Gloria.
- Víctor Palmero como Jaro.

## Recepción y crítica
La película fue estrenada con tan solo 46 copias en los cines españoles. El fin de semana de su estreno no consiguió posicionarse entre las diez películas más vistas en España debido a la gran competencia; pues competía con grandes éxitos de taquilla como Torrente 5, Annabelle y La isla mínima entre otros. El fin de semana de su estreno recaudó 24.610 euros.
La crítica la calificó de película correcta, siendo cualificada, en general, con dos y tres estrellas sobre cinco por los responsables de cultura de diversos periódicos y páginas digitales.

## Premios y nominaciones
-Premio del Público - XI Festival de Cine de Alicante
-Premio del Público 11º Festival de Cine de Tarazona y El Moncayo
-Premio del Público - I Festival Int. de Cine de Calzada de Calatrava
-Mejor Actor - I Festival Internacional de Cine de Calzada de Calatrava
-17ª edición del Festival de cine de Málaga. – Sección Oficial
-10º London Spanish Film Festival
-59 Festival de Cine de Valladolid - Sección Spanish Cinema
-VI Semana de Cine de Melilla.
-I Festival de Cine de Fuengirola